# Revolver Revue
Revolver Revue je český čtvrtletně vydávaný kulturní časopis založený v roce 1985 pod názvem Jednou nohou. Od roku 1987 vychází pod svým současným jménem. Pod značkou časopisu jako Edice Revolver Revue vycházejí od roku 1988 také knihy.
Časopis založili příslušníci mladé generace undergroundu Viktor Karlík, Jáchym Topol a Ivan Lamper v jednom z center disentu 80. let 20. století, v bytě Magdaleny Písařovicové v ulici Chorvatská v Praze. Do časopisu přispívali také Václav Havel, Zbyněk Hejda, Vít Kremlička, Alexandr Vondra, Petr Placák, J. H. Krchovský.
V 80. letech byl časopis distribuován ilegálně. Od roku 1995 vycházel deset let časopis Kritická Příloha Revolver Revue.
Pro časopis je typická velmi kvalitní grafická úprava (i v jeho počátcích, zvláště v porovnání se samizdatem) a tvrdá a nesmířlivá kritika uměleckých děl, včetně děl autorů z kruhů blízkých redakci, dokonce i redakce samé. V poslední době se Revolver Revue zaměřuje na monotematické bloky, podobně jako Labyrint revue.
První číslo revue vyšlo v roce 1985 v nákladu 50 kusů. V roce 1989, těsně před převratem, se náklad pohyboval okolo 500 výtisků. V roce 2015 byl náklad okolo 1000 výtisků.
V současnosti je časopis čtvrtletníkem a vydává ho Společnost pro Revolver Revue, redakci tvoří Terezie Pokorná (šéfredaktorka), Viktor Karlík, Marek Vajchr a Edita Onuferová.
V samizdatové éře časopisu vzniká Cena Revolver Revue, do roku 1989 udělená hudebníkovi Tonymu Ducháčkovi, spisovateli Janu Novákovi a básníkům Zbyňku Hejdovi a Ivanu M. Jirousovi.